# Loteria

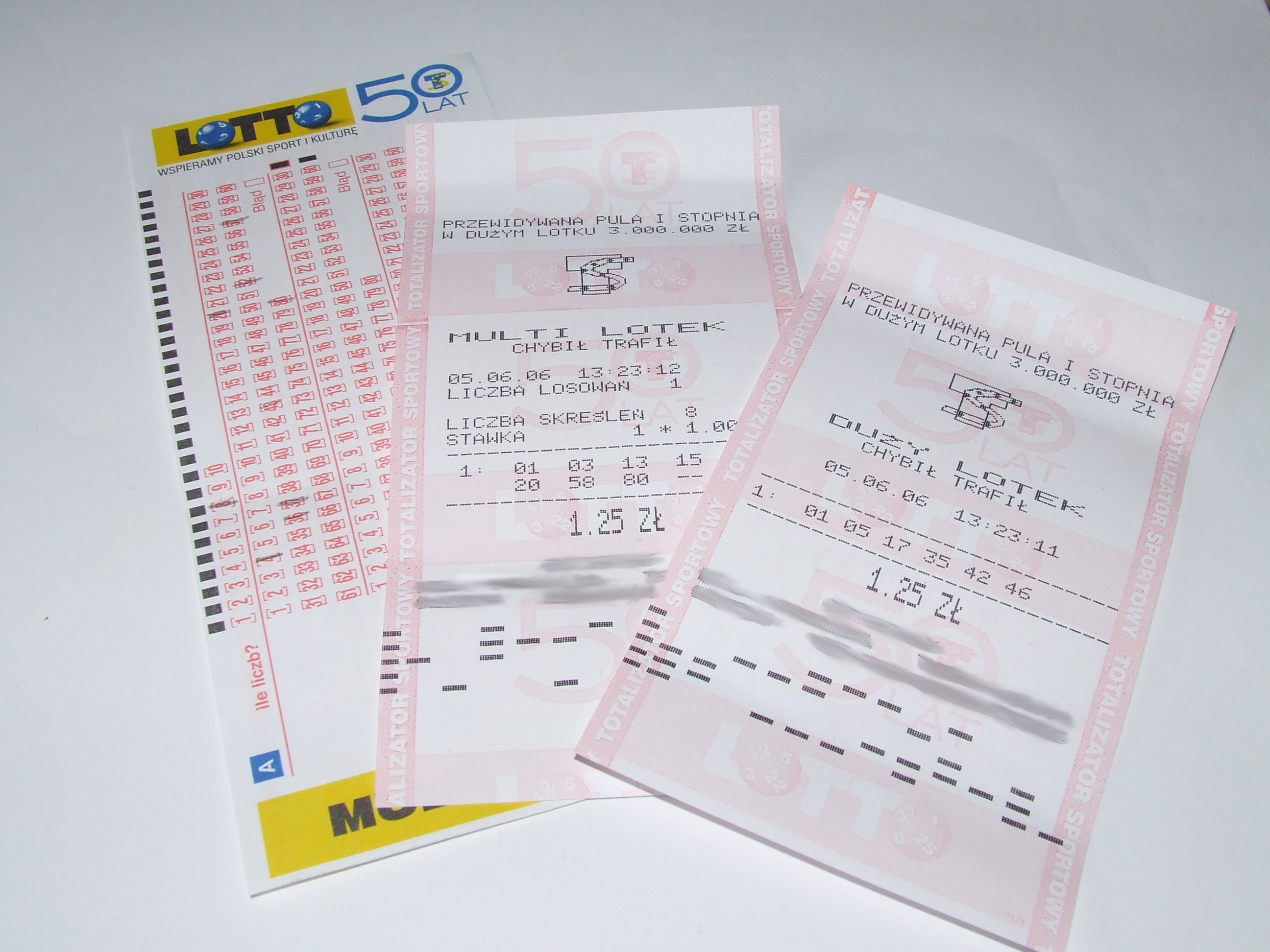
Típicos canhotos para escolha e registro dos números do jogo.

Loteria (português brasileiro) ou lotaria (português europeu) é uma forma de jogo de apostas que envolve o sorteio de números aleatoriamente para um prêmio. Alguns governos proíbem as loterias, enquanto outros as endossam ao ponto de organizar uma loteria nacional ou estadual. É comum encontrar algum grau de regulamentação da loteria por parte dos governos. O regulamento mais comum é a proibição da venda a menores, e os vendedores devem ser licenciados para vender bilhetes de loteria. Embora as loterias fossem comuns nos Estados Unidos e em alguns outros países durante o século XIX, no início do século XX, a maioria das formas de jogos de azar, incluindo loterias e sorteios, eram ilegais nos EUA e na maior parte da Europa, bem como em muitos outros países. Isso permaneceu assim até bem depois da Segunda Guerra Mundial. Na década de 1960, casinos e loterias começaram a reaparecer em todo o mundo como um meio para os governos aumentarem as receitas sem aumentar os impostos.

## Brasil
Atualmente a responsável pelas loterias no Brasil é a Caixa Econômica Federal. A operação exclusiva dos jogos de loteria pela Caixa Econômica Federal foi atribuída por lei, por isso, companhias privadas com estabelecimentos físicos ou online situados no Brasil, estão proibidas de fornecer jogos de loteria.

## Estados Unidos
As loterias são operadas em nível estadual nos EUA; 45 estados e 3 territórios operam loterias estaduais, e quase todos eles são membros de consórcios que operam jogos regionais, e os dois jogos quase nacionais Mega Millions e Powerball. Em novembro de 2022, Powerball estabeleceu um recorde para o maior prêmio de loteria na história dos EUA, com o sorteio de 8 de novembro de 2022 tendo um prêmio estimado de US$ 2 bilhões.
O precursor das loterias legais eram os subterrâneos "numbers game" dos anos 1800, que operavam em "casas de aposta" onde os apostadores escolhiam números. Em 1875, um relatório de um comitê selecionado da Assembleia do Estado de Nova Iorque afirmou que "a forma mais baixa, mesquinha, pior ... [que] o jogo assume na cidade de Nova Iorque, é o que é conhecido como jogo de aposta". O jogo também era popular em bairros italianos conhecidos como a loteria italiana, e era conhecido nas comunidades cubanas como bolita ("bolinha"). No início do século XX, o jogo estava associado a comunidades pobres e podia ser jogado por apenas $0.01. As atrações do jogo para os apostadores de baixa renda e classe trabalhadora eram a capacidade de apostar pequenas quantias de dinheiro e que os agenciadores podiam conceder crédito ao apostador. Além disso, os vencedores do jogo de aposta poderiam evitar pagar imposto de renda. Bancos de aposta diferentes ofereciam taxas diferentes, embora um pagamento de 600 para 1 fosse típico. Como as probabilidades de ganhar eram de 1000:1, o lucro esperado para os gângsters era enorme.
A primeira loteria governamental moderna dos Estados Unidos foi estabelecida em Porto Rico em 1934, seguida por New Hampshire em 1964. Em 2018, Ohio se tornou um dos primeiros estados a oferecer às pessoas uma opção de loteria digital. A tecnologia, desenvolvida pela Linq3, permite que os jogadores participem da loteria em seus smartphones.

## Jogos do tipo lotaria em Portugal
Em Portugal, os jogos de sorte e azar, com exceção dos casinos físicos e online, encontram-se concessionados em exclusivo da Santa Casa da Misericórdia de Lisboa desde o dia 1 de Setembro de 1785.. Hoje, o seu Departamento de Jogos além de explorar a Lotaria Clássica também o faz com a Lotaria Popular, o Totoloto, o  Totobola, o Euromilhões, a Raspadinha, o Placard e o M1lhão.

## Prêmios notáveis
| Prêmio (moeda local) | Loteria               | País                     | Vencedor                                                                            | Data                   | Notas                                                                         |
| -------------------- | --------------------- | ------------------------ | ----------------------------------------------------------------------------------- | ---------------------- | ----------------------------------------------------------------------------- |
| $1,6 bi              | Powerball             | Estados Unidos           | Três apostas ganhadoras: uma da Califórnia, outra do Tennessee e Flórida.           | 13 de janeiro de 2016  | Maior prêmio lotérico de todos os tempos                                      |
| $474m                | Mega Millions         | Estados Unidos           | Três bilhetes ganhadores: um do Kansas, um de Illinois e outro de Maryland.         | 30 de Março de 2012    | Segundo maior prêmio da história                                              |
| $370m                | Powerball             | Estados Unidos           | A ganhadora Gloria MacKenzie, de Zephyrhills (FL)                                   | 18 de Maio de 2013     | Maior prêmio já conferido a um único bilhete na história                      |
| $363m                | The Big Game          | Estados Unidos           | Dois bilhetes ganhadores: Larry e Nancy Ross (Michigan), Joe e Sue Kainz (Illinois) | 9 de maio de 2000      | A loteria "The Big Game" agora se chama "Mega Millions"                       |
| R$ 289m              | Mega Sena             | Brasil                   | Um único ganhador, aposta feita pela internet                                       | 11 de maio de 2019     | Maior prêmio de loteria já conferido no Brasil a uma única pessoa.            |
| €180m                | EuroMilhões           | França ×2, · Portugal ×1 | Três bilhetes de proprietários únicos                                               | 3 de fevereiro de 2006 | Maior prêmio já conferido na Europa                                           |
| €147,8m              | SuperEnalotto         | Itália                   | Único bilhete de único proprietário da comunidade de Bagnone (Toscana)              | 22 de agosto de 2009   | Maior prêmio já conferido a um único ganhador na Europa                       |
| €126m                | EuroMilhões           | Espanha                  | Mulher anônima de 25 anos                                                           | 8 de maio de 2009      | Maior prêmio já conferido a um único ganhador da EuroMillions.                |
| £42m                 | National Lottery      | Reino Unido              | Três bilhetes de proprietários únicos                                               | 6 de janeiro de 1996   | Maior prêmio já conferido no Reino Unido                                      |
| €37.6m               | Staatliche Lotterie   | Alemanha                 | Ganho por uma enfermeira da Renânia do Norte-Vestfália                              | 7 de outubro de 2006   | Maior prêmio já conferido a um único ganhador na Alemanha                     |
| €25m                 | State Lottery         | Países Baixos            | Bilhete vendido em Haia                                                             | 10 de julho de 2008    | Imposto fixo livre                                                            |
| €115m                | EuroMilhões           | Irlanda                  | Dolores Mcnamara                                                                    | agosto de 2009         | Maior prêmio já conferido na Irlanda e a um único ganhador Imposto fixo livre |
| ₱347,8m              | Philippine Lotto Draw | Filipinas                | Dois ganhadores em Luzon                                                            | 22 de fevereiro 2009   | Maior prêmio já conferido na Ásia                                             |
| R$306m               | Mega-Sena da Virada   | Brasil                   | Dezessete apostas ganhadoras                                                        | 31 de Dezembro de 2017 | Maior prêmio já conferido na história na América do Sul                       |
| RMB¥570m             | China Welfare Lottery | China                    | Um bilhete vendido em Pequim                                                        | 12 de Junho de 2012    | Maior prêmio já conferido na China                                            |